# Atanasije Stojković

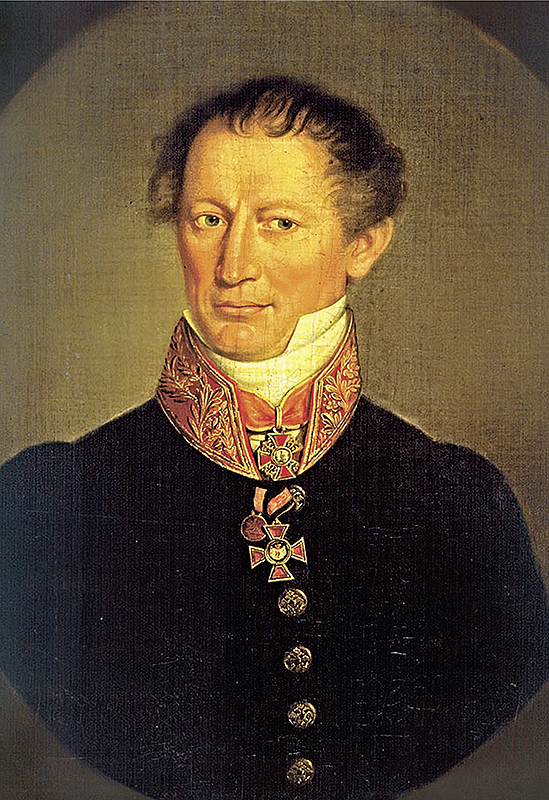
Atanasije Stojković (Pavel Đurković)

Atanasije Stojković (russisch Афанасий Стойкович; * 20. Septemberjul. / 1. Oktober 1773greg. in Ruma; † 2. Junijul. / 14. Juni 1832greg. in Charkow) war ein serbisch-russischer Physiker und Hochschullehrer.

## Leben
Stojković besuchte die Lateinschule in Ruma, die für den Lehrerberuf ausbildete. Er bildete sich weiter in Ödenburg und Szegedin. Es folgte ein Studium der Rechtswissenschaft an der Universität Budapest, das er als primus inter eminentes abschloss. Darauf studierte er 1797–1799 Naturwissenschaft an der Universität Göttingen. 1799 wurde er von der Universität Tübingen zum Dr. phil. promoviert. Seine Ausbildung mit dem Ziel, Priester zu werden, war vom Metropoliten von Sremski Karlovci Stefan Stratimirović, Oberhaupt der Serbisch-Orthodoxen Kirche, finanziert worden. Jedoch entschied sich Stojković auch unter dem Einfluss von Dositej Obradović, seine Wissenschaftskarriere fortzusetzen und sich der Naturwissenschaft zu widmen.
Die österreichische Regierung bot Stojković die Leitung eines neuen Ministeriums an. Da er jedoch als Orthodoxer nicht katholisch werden wollte, folgte er der Einladung des Kurators der Wissenschaftsregion Charkow Graf Severyn Ossipowitsch Potocki (Bruder des Historikers und Diplomaten Jan Potocki) 1799, nach Charkow zu kommen. Zusammen mit Wassili Nasarowitsch Karasin wirkte Stojković an der Organisation der 1804 eröffneten Kaiserlichen Universität Charkow mit. Insbesondere gründete er das physikalische Kabinett, das er dann auch leitete. Er hielt Vorlesungen über Theoretische und Experimentalphysik, Meteorologie und Astronomie. In Übungen zeigte er Experimente und erklärte die Lehrgedichte De rerum natura von Lukrez und Georgica von Vergil. Mit seinem dreibändigen Werk Fisika, das erste Physik-Lehrbuch in serbischer Sprache (1801–1804), wurde er sehr bekannt. 1806–1807 unterrichtete er auch Land- und Hauswirtschaft. Aufgrund seiner Bekanntschaft mit Pierre Charles Lemonnier und dessen Schwiegersohn Joseph-Louis Lagrange wurde die Meteoridenforschung Stojkovićs Arbeitsschwerpunkt.
1805 wurde Stojković Dekan der physikalisch-mathematischen Abteilung der philosophischen Fakultät der Universität Charkow (bis 1809). 1808 wurde er Rektor (mit einjähriger Amtszeit) und dann Prorektor, als Iwan Stepanowitsch Rischski wieder Rektor wurde. 1809 wurde Stojković Korrespondierendes Mitglied der Kaiserlichen Akademie der Wissenschaften. Nach Rischskis Tod 1811 übernahm Stojković die Universitätsleitung. Nach seinem Antrag an den Minister für Volksbildung auf Verlängerung der Amtszeit wurde er nun zum Rektor mit dreijähriger Amtszeit gewählt. Zusammen mit Christoph Rommel gründete er die Gesellschaft der Wissenschaften mit den Abteilungen Naturwissenschaft (Physik, Chemie, Mathematik, Medizin) und Geisteswissenschaft (Ästhetik, Philosophie, Archäologie, Alte und Neuere Geschichte).
1813 wurde Stojković wegen ungesetzlicher Handelsoperationen aus der Universität entlassen. Offenbar war angezeigt worden, dass er neben physikalischen Geräten für die Universität auch Wein aus Ungarn für Kollegen und Freunde eingeführt hatte. 1815 beantragte er eine Überprüfung der Angelegenheit, was abgelehnt wurde. Er ging nach St. Petersburg und war 1821–1829 Professor für Geologie. Er stand in Kontakt mit Ami Boué, Gérard Paul Deshayes und Jules Desnoyers. Vor Charles Lyell warb er für ein Studium der geologischen Kräfte, um die Vergangenheit zu verstehen. 1824 übersetzte er das Neue Testament ins moderne Serbische, das dann von der Russischen Bibelgesellschaft in St. Petersburg herausgegeben wurde. Das erste Buch der Matica srpska wurde ihr von Stojković geschenkt. 1826 wurde er Mitglied des neuen Komitees für die Überprüfung von Lehrbüchern. 1828 wurde er auf Vorschlag Alexander Schischkows Wirkliches Mitglied der Kaiserlichen Akademie der Wissenschaften. 1829 wurde er Beamter für besondere Aufgaben in der Wirtschaftsabteilung des Departements für staatliche Wirtschaft und öffentliche Gebäude des Innenministeriums.
Stojković war Mitglied der Freien Ökonomischen Gesellschaft (seit 1809), der Universität Moskau und deren Gesellschaft für Medizinische und Physikalische Wissenschaften (seit 1814) und der Kaiserlichen Moskauer Landwirtschaftsgesellschaft (seit 1827) sowie der Gesellschaft der Wissenschaften zu Göttingen, der Königlichen böhmischen Gesellschaft der Wissenschaften in Prag und der Naturforschenden Gesellschaft zu Jena. Er war Freimaurer und besuchte die Loge Pontos Euxeinos in Odessa.
In der Region Krasnojarsk, wo das Tunguska-Ereignis stattfand, trägt ein Berg Stojkovićs Namen.